# Onze-Lieve-Vrouwkapel (Lembeek)

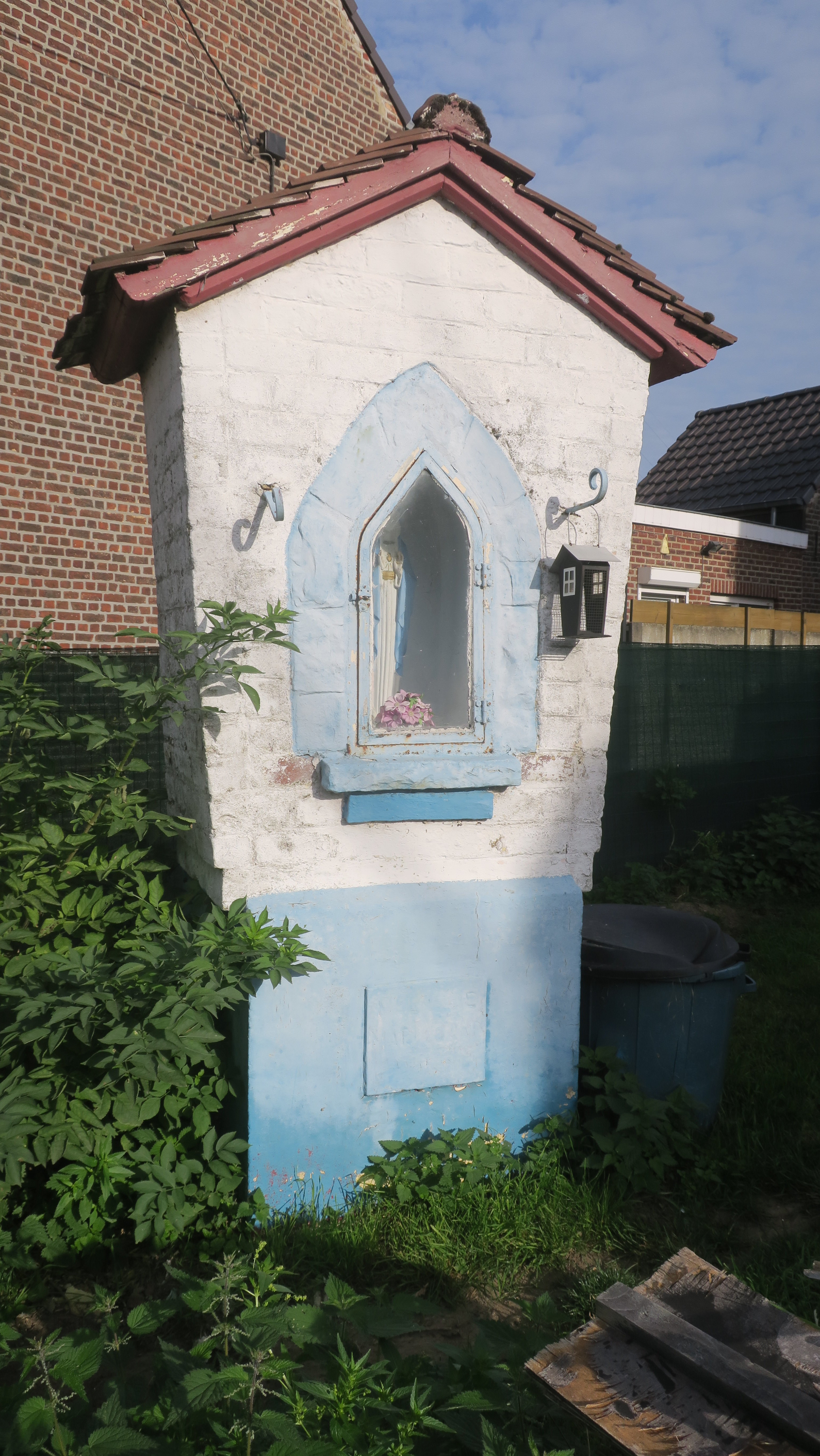

Deze Heilig Hart van Onze-Lieve-Vrouwkapel bevindt zich in Lembeek, een deelgemeente van Halle. Ze is gelegen in de voortuin van de woning aan de Dr. Spitaelslaan 146.
Deze vrij recente pijlerkapel dateert wellicht uit 1954, het Mariajaar. Ze bestaat uit de typische Mariakleuren, namelijk blauw en wit. In de bakstenen kapel zit een kleine nis met een beeld van Maria. Ernaast hangt een lantaartje. Onder de nis zit een gedenksteen met een onleesbaar opschrift. 